# Liste der Biografien/Held
Liste der Biografien |
Portal Biografien |
Personensuche
# |
A |
B |
C |
D |
E |
F |
G |
H |
I |
J |
K |
L |
M |
N |
O |
P |
Q |
R |
S |
T |
U |
V |
W |
X |
Y |
Z |
?
 
Ha |
Hd |
He |
Hi |
Hj |
Hk |
Hl |
Hm |
Hn |
Ho |
Hr |
Hs |
Ht |
Hu |
Hv |
Hw |
Hy
 
Hea |
Heb |
Hec |
Hed |
Hee |
Hef |
Heg |
Heh |
Hei |
Hej |
Hek |
Hel |
Hem |
Hen |
Heo |
Hep |
Heq |
Her |
Hes |
Het |
Heu |
Hev |
Hew |
Hex |
Hey |
Hez
 
Hela |
Helb |
Helc |
Held |
Hele |
Helf |
Helg |
Heli |
Helj |
Helk |
Hell |
Helm |
Heln |
Helo |
Help |
Helr |
Hels |
Helt |
Helu |
Helv |
Helw |
Hely |
Helz
Die Liste der Biografien führt alle Personen auf, die in der deutschsprachigen Wikipedia einen Artikel haben. Dieses ist eine Teilliste mit 191 Einträgen von Personen, deren Namen mit den Buchstaben „Held“ beginnt.

## Held
- Held von Hagelsheim, Gottfried (1670–1724), deutscher Mediziner und Leibarzt des Markgrafen von Brandenburg-Bayreuth
- Held, Adolf (1844–1880), deutscher Nationalökonom und Kathedersozialist
- Held, Al (1928–2005), US-amerikanischer Maler
- Held, Alan (* 1959), US-amerikanischer Opernsänger der Stimmlage Bassbariton
- Held, Albert (1865–1960), Schweizer Unternehmer
- Held, Alexander (* 1958), deutscher Schauspieler
- Held, Alfred (1886–1973), Schweizer Politiker (BGB)
- Held, Andrea (* 1968), deutsche Fachbuchautorin
- Held, Anna (1873–1918), Schauspielerin und SängerinAnna Held (1873–1918)

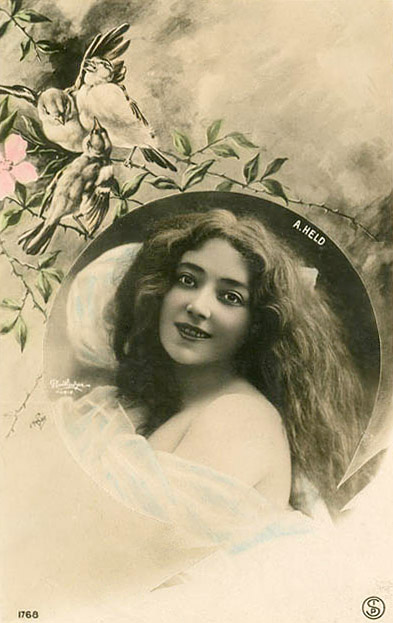
Anna Held (1873–1918)

- Held, Annegret (* 1962), deutsche Schriftstellerin
- Held, Berthold (1868–1931), deutscher Schauspieler, Regisseur und Schauspiellehrer
- Held, Bud (* 1927), US-amerikanischer Leichtathlet
- Held, Burkhard (* 1953), deutscher Maler
- Held, Carl Samuel (1766–1845), deutscher Architekt und preußischer Baubeamter
- Held, Carsten (* 1963), deutscher Philosoph und Hochschullehrer
- Held, Christian (* 1961), deutscher Jurist und Rechtsanwalt
- Held, Christian (* 1988), deutscher Basketballtrainer
- Held, Christoph (* 1985), österreichischer Gastronom, Haubenkoch, Fernsehkoch, YouTube-Koch und Podcaster
- Held, Daniela (* 1978), deutsche Fußballspielerin
- Held, Danny (1961–2015), deutsch-kanadischer Eishockeyspieler
- Held, David (1951–2019), britischer Politikwissenschaftler und Soziologe
- Held, Dieter (* 1936), deutscher Mathematiker
- Held, Ernst (1901–2005), Schweizer Gynäkologe
- Held, Ernst Gustav von (1766–1851), preußischer Generalleutnant, erster Kommandant des Invalidenhauses
- Held, Franz (1852–1932), österreichischer Lehrer und Politiker
- Held, Franz (1862–1908), deutscher anarchistischer Dichter, Dramatiker und Prosaautor
- Held, Franz (* 1948), deutscher Ruderer und Hochschullehrer an der Universität Passau
- Held, Friedrich (1801–1878), Landtagsabgeordneter Herzogtum Nassau
- Held, Friedrich (1812–1872), deutscher Malakologe
- Held, Friedrich Wilhelm (1813–1872), Journalist, Autor und Revolutionär
- Held, Fritz (1867–1938), deutscher Automobilrennfahrer
- Held, Fritz (1887–1962), deutscher Verwaltungsjurist und Bezirksoberamtmann
- Held, Fritz (1901–1968), deutscher Politiker (FDP), MdB
- Held, Fritz (1920–1992), deutscher Kinderpsychiater und Neurologe
- Held, Gerd (* 1951), deutscher Sozialwissenschaftler und Publizist
- Held, Günter (* 1935), deutscher Botschafter
- Held, Gustav Adolf (1920–2008), deutscher Verwaltungsjurist
- Held, Gustav Friedrich (1804–1857), deutscher Jurist; sächsischer Regierungschef (1849)
- Held, Hannes (* 1979), deutscher Drehbuchautor und Dramaturg
- Held, Hans (1866–1942), deutscher Mediziner
- Held, Hans (1914–1995), deutscher Graphiker
- Held, Hans Ludwig (1885–1954), deutscher Bibliothekar und Schriftsteller
- Held, Hans von (1764–1842), preußischer Beamter, Publizist und Dichter
- Held, Hans-Heinrich (1957–2015), deutscher Vielseitigkeitsreiter
- Held, Heinrich (1620–1659), Kirchenlieddichter
- Held, Heinrich (1868–1938), deutscher Politiker (Zentrum, BVP)Heinrich Held (1868–1938)

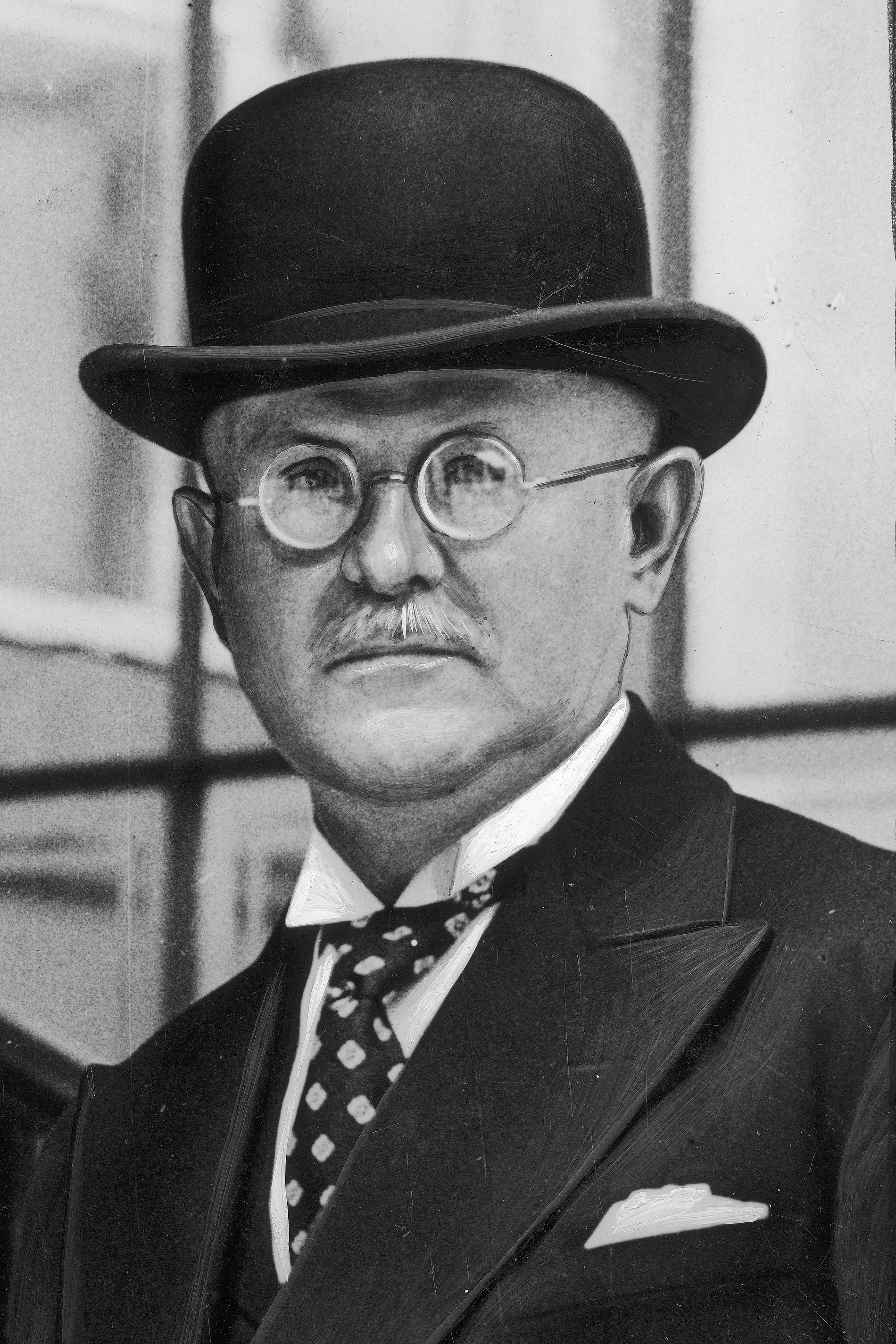
Heinrich Held (1868–1938)

- Held, Heinrich (1897–1957), deutscher evangelischer Theologe
- Held, Heinz Joachim (* 1928), evangelischer Theologe und früherer Präsident des kirchlichen Außenamts der Evangelischen Kirche in Deutschland
- Held, Heinz-Dieter (* 1948), deutscher Politiker (SPD), Bürgermeister von Löhne
- Held, Helmine (1916–2002), deutsche Krankenschwester
- Held, Hermann Gustav (1830–1894), deutscher Jurist, Geheimer Rat und Generalstaatsanwalt im Königreich Sachsen
- Held, Hieronymus II. (1694–1773), deutscher Zisterzienserabt
- Held, Horst (1933–2016), deutscher Fechtmeister und Bundestrainer
- Held, Ignác (1764–1816), böhmischer Komponist
- Held, Ilka (* 1979), deutsche Handballspielerin
- Held, Ingrid (* 1964), französische Filmschauspielerin
- Held, Isaac (* 1948), US-amerikanischer Meteorologe und Klimaforscher
- Held, Joachim (* 1963), deutscher Lautenist und Hochschullehrer
- Held, Johann Balthasar († 1709), Orgelbauer
- Held, Johann Christoph (1791–1873), deutscher Klassischer Philologe und Pädagoge
- Held, Johann Theobald (1770–1851), tschechischer Arzt, Anatom, Gitarrist und Komponist
- Held, José (1903–1974), deutscher Bühnen- und Filmschauspieler
- Held, Josef (1902–1964), deutscher Verleger, Jurist und Politiker
- Held, Josef Eugen (1895–1983), deutscher Kommunalpolitiker
- Held, Joseph von (1815–1890), deutscher Rechtswissenschaftler
- Held, Julia Theres (* 1977), deutsche Journalistin, Redakteurin und Fernsehmoderatorin
- Held, Julius (1905–2002), deutsch-amerikanischer Kunsthistoriker
- Held, Jürgen (* 1965), deutscher Produktdesigner
- Held, Jutta (1933–2007), deutsche Kunsthistorikerin
- Held, Karl (1830–1870), deutscher evangelischer Theologe
- Held, Karl (1944–2010), deutscher Kommunist und Publizist
- Held, Karl Arthur (1884–1939), deutscher Landschaftsmaler und Autor
- Held, Katharina (* 1977), deutsche Drehbuchautorin
- Held, Katharina (* 1995), deutsche Sängerin
- Held, Klaus (1936–2023), deutscher Philosoph
- Held, Kurt (1897–1959), deutsch-schweizerischer SchriftstellerKurt Held (1897–1959)

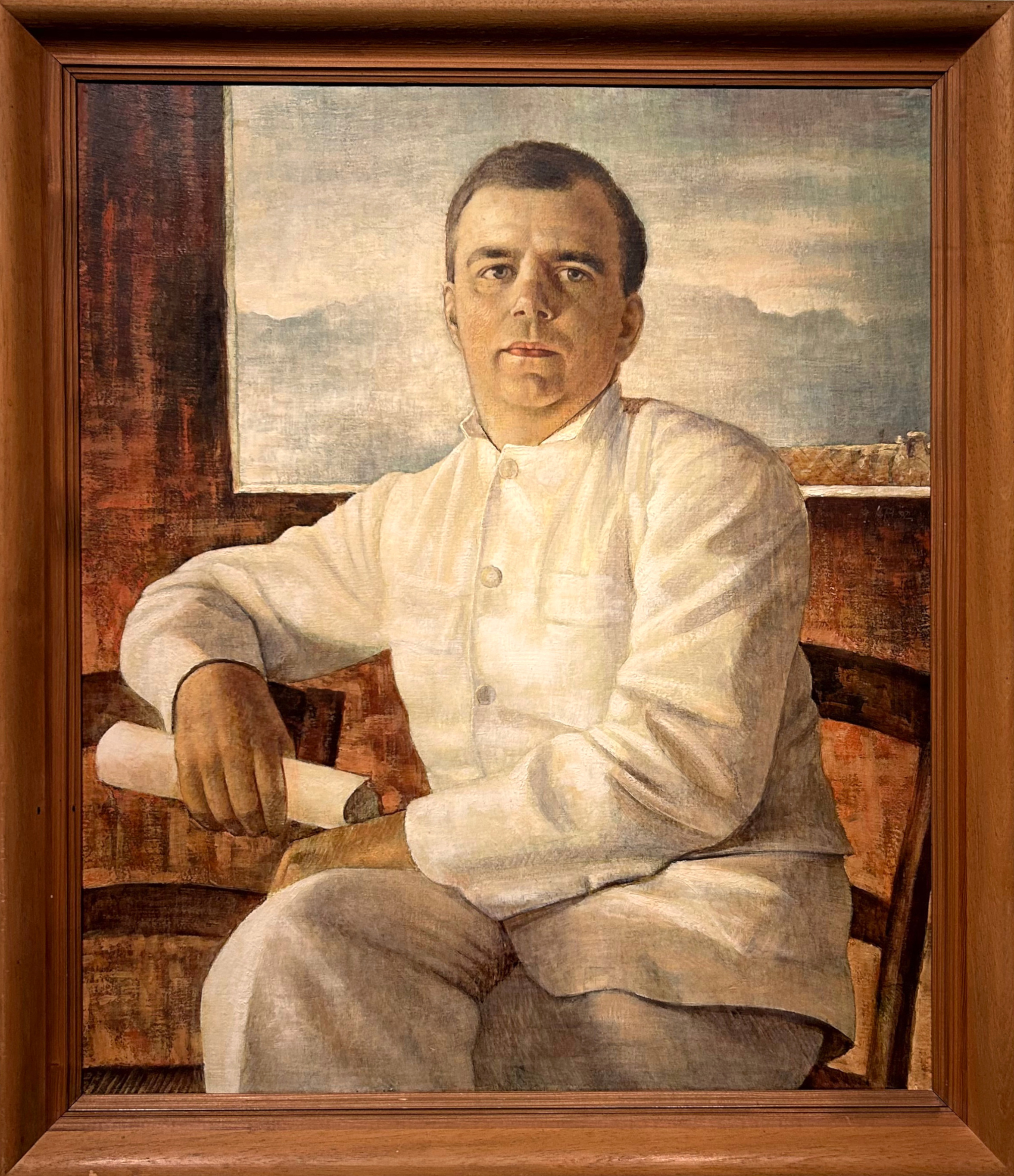
Kurt Held (1897–1959)

- Held, Leo (1874–1903), österreichischer Operettenkomponist und Kapellmeister
- Held, Leo (* 1963), deutscher Judoka
- Held, Leonhard (1893–1967), deutscher Ingenieur und Mitglied des Bayerischen Senats
- Held, Leonz (1844–1925), Schweizer Topograf, Kartograf und Geodät
- Held, Lorenz (1834–1911), deutscher Turner und Turnfunktionär
- Held, Louis (1851–1927), deutscher Foto- und Filmpionier
- Held, Louis (* 1996), deutscher Schauspieler und Sänger
- Held, Ludwig (1837–1900), österreichischer Schriftsteller und Librettist
- Held, Manfred (1933–2011), deutscher Physiker, Erfinder und Hochschullehrer
- Held, Marcus (* 1977), deutscher Politiker (SPD), MdB
- Held, Margarethe (1894–1981), deutsche autodidaktische Zeichnerin
- Held, Margarethe (* 1911), österreichische Diskuswerferin
- Held, Martin (1908–1992), deutscher Theater- und FilmschauspielerMartin Held (1908–1992)

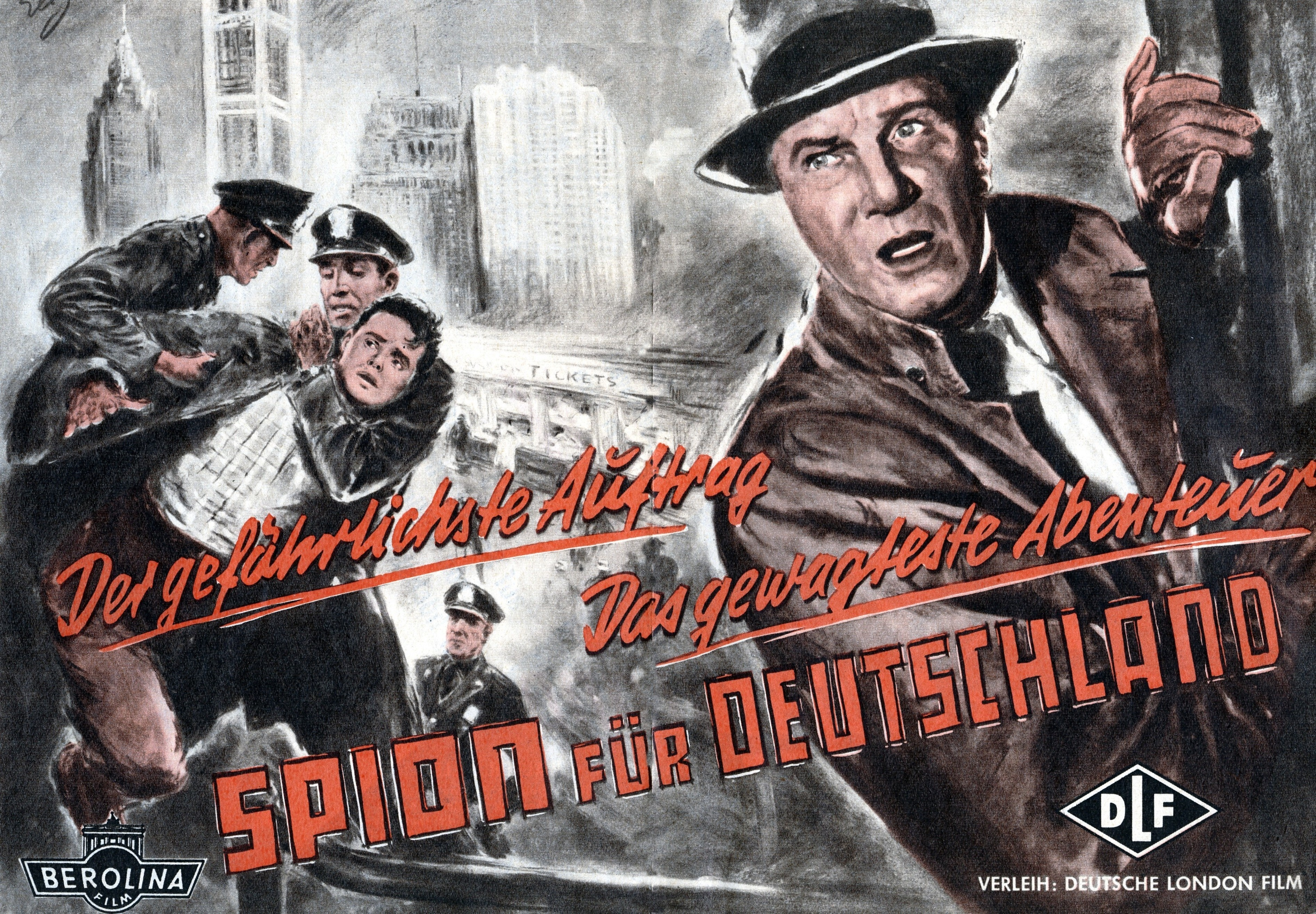
Martin Held (1908–1992)

- Held, Matthäa (1942–2018), deutsche Ordensfrau, Leiterin des Kinder- und Jugendheimes Pauline von Mallinckrodt in Siegburg (1973–2008)
- Held, Matthias (* 1968), deutscher Designer und Hochschullehrer
- Held, Matthias von († 1563), Reichsvizekanzler
- Held, Maximilian (* 1967), deutscher Theater- und Filmschauspieler
- Held, Michael (* 1978), deutscher Basketballspieler
- Held, Monika (* 1943), deutsche Schriftstellerin und Journalistin
- Held, Oliver (* 1970), deutscher Filmeditor, Filmemacher und Künstler
- Held, Oliver (* 1972), deutscher Fußballspieler
- Held, Otto (1818–1897), deutscher Rittergutsbesitzer und Parlamentarier
- Held, Pablo (* 1986), deutscher Jazzpianist
- Held, Paul (1891–1953), Schweizer Architekt und Grafiker
- Held, Paul (1933–1979), deutscher Chemiker
- Held, Peter (* 1937), deutscher Tischtennisspieler
- Held, Philipp (1911–1993), deutscher Jurist und Politiker (CSU), MdL
- Held, Philipp (1942–1962), deutsches Todesopfer der Berliner Mauer
- Held, Ralph (* 1957), deutscher Basketballtrainer und Basketballfunktionär
- Held, Robert (1862–1924), deutscher Kaufmann und Unternehmer in der Berliner Elektroindustrie
- Held, Robert (1875–1938), deutscher Jurist
- Held, Rudolf (1911–1987), deutscher Politiker (SED)
- Held, Ryan (* 1995), US-amerikanischer Schwimmer
- Held, Sarah (* 1981), österreichische Kulturwissenschaftlerin, Künstlerin und Hochschullehrerin
- Held, Sigfried (* 1942), deutscher Fußballspieler und -trainerSigfried Held (* 1942)

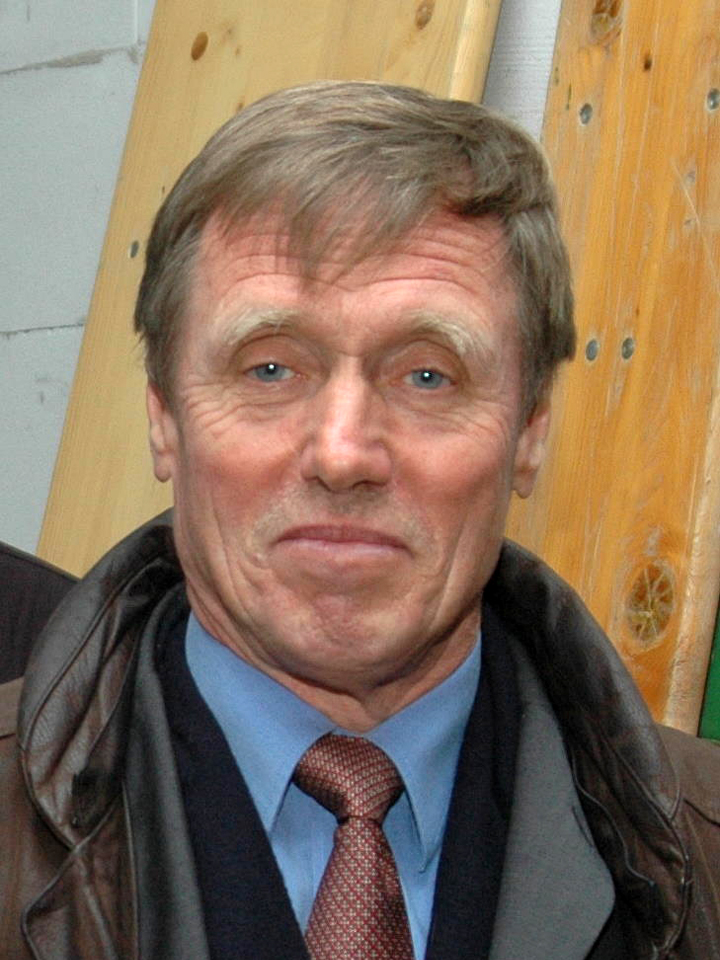
Sigfried Held (* 1942)

- Held, Theodor (1859–1947), deutscher Kaufmann und Politiker (NLP), MdR
- Held, Thomas (* 1946), Schweizer Soziologe, Manager und Publizist
- Held, Thomas M. (* 1972), deutsch-österreichischer SchauspielerThomas M. Held (* 1972)

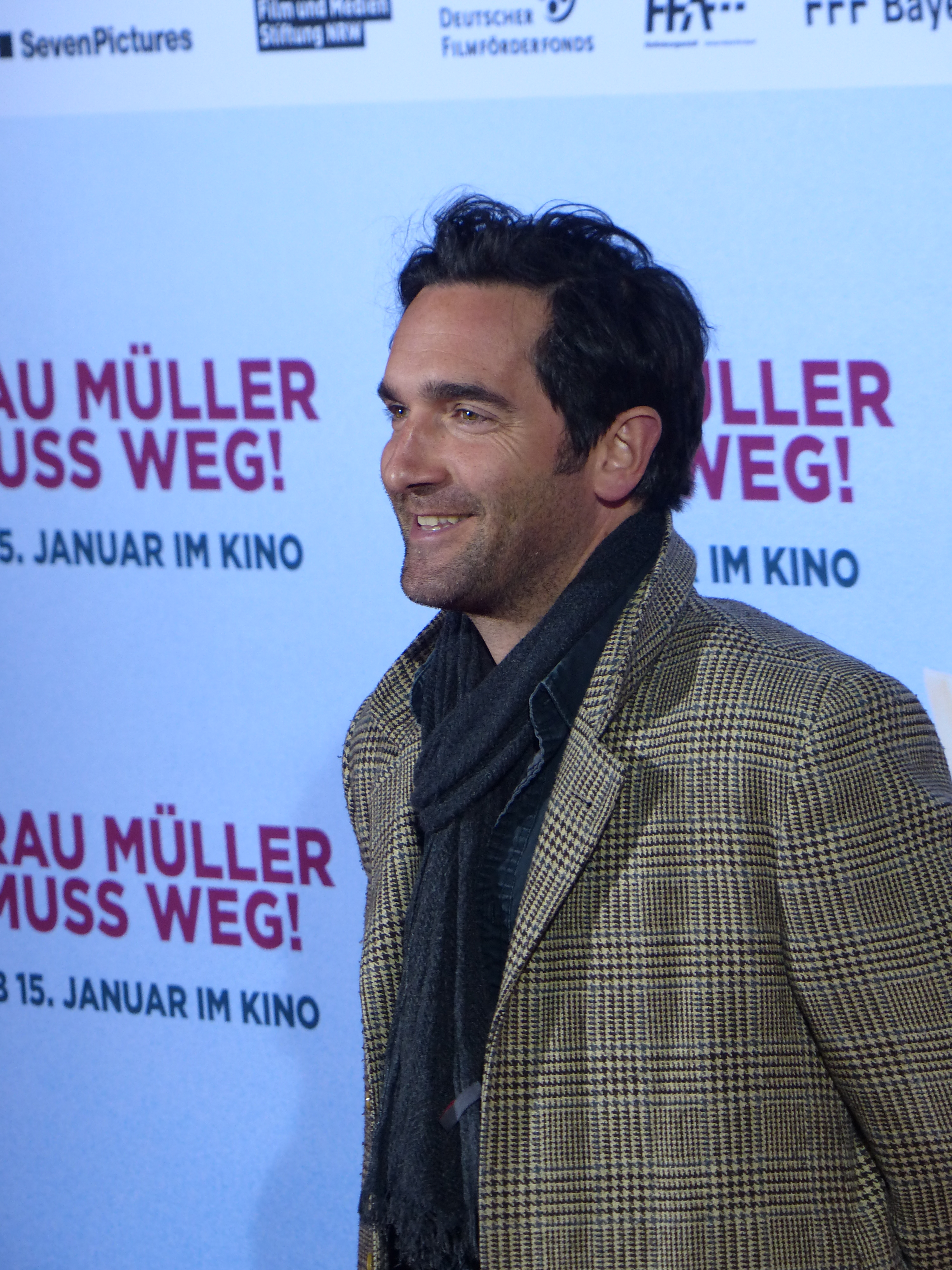
Thomas M. Held (* 1972)

- Held, Tom (1889–1962), austroamerikanischer Filmeditor
- Held, Valerian, deutscher Verwaltungsbeamter
- Held, Valerio (* 1958), italienischer Comiczeichner
- Held, Virginia (* 1929), US-amerikanische Philosophin und Frauenforscherin
- Held, Walter (1897–1967), deutscher Politiker (BVP, CSU), MdL Bayern und Landrat
- Held, Walter (1910–1942), deutscher Trotzkist und Opfer des Stalin-Terrors
- Held, Wieland (1939–2003), deutscher Historiker
- Held, Winfried (* 1964), deutscher Klassischer Archäologe
- Held, Wolfgang (1930–2014), deutscher Schriftsteller und Drehbuchautor
- Held, Wolfgang (1933–2016), deutscher Schriftsteller und Übersetzer
- Held, Wolfgang (* 1963), deutsch-US-amerikanischer Kameramann und Filmproduzent
- Held-Daab, Ulla (* 1962), deutsche Juristin, Richterin am Bundesverwaltungsgericht
- Held-Ludwig, Stephanie (1871–1943), Fotografin

### Helda
- Helda, Iwan (1897–1946), belarussischer Major
- Heldahl, Guttorm, norwegischer Skispringer

### Heldb
- Heldberg, Eduard (1829–1891), deutscher Architekt und Baubeamter

### Helde
- Helden, Hans van (* 1948), niederländisch-französischer Eisschnellläufer
- Helden, Josef von (* 1964), deutscher Hochschullehrer
- Helden, Ricky van (* 1959), deutscher Rock-Musiker
- Helden, Roel van (* 1980), niederländischer MusikerRoel van Helden (* 1980)

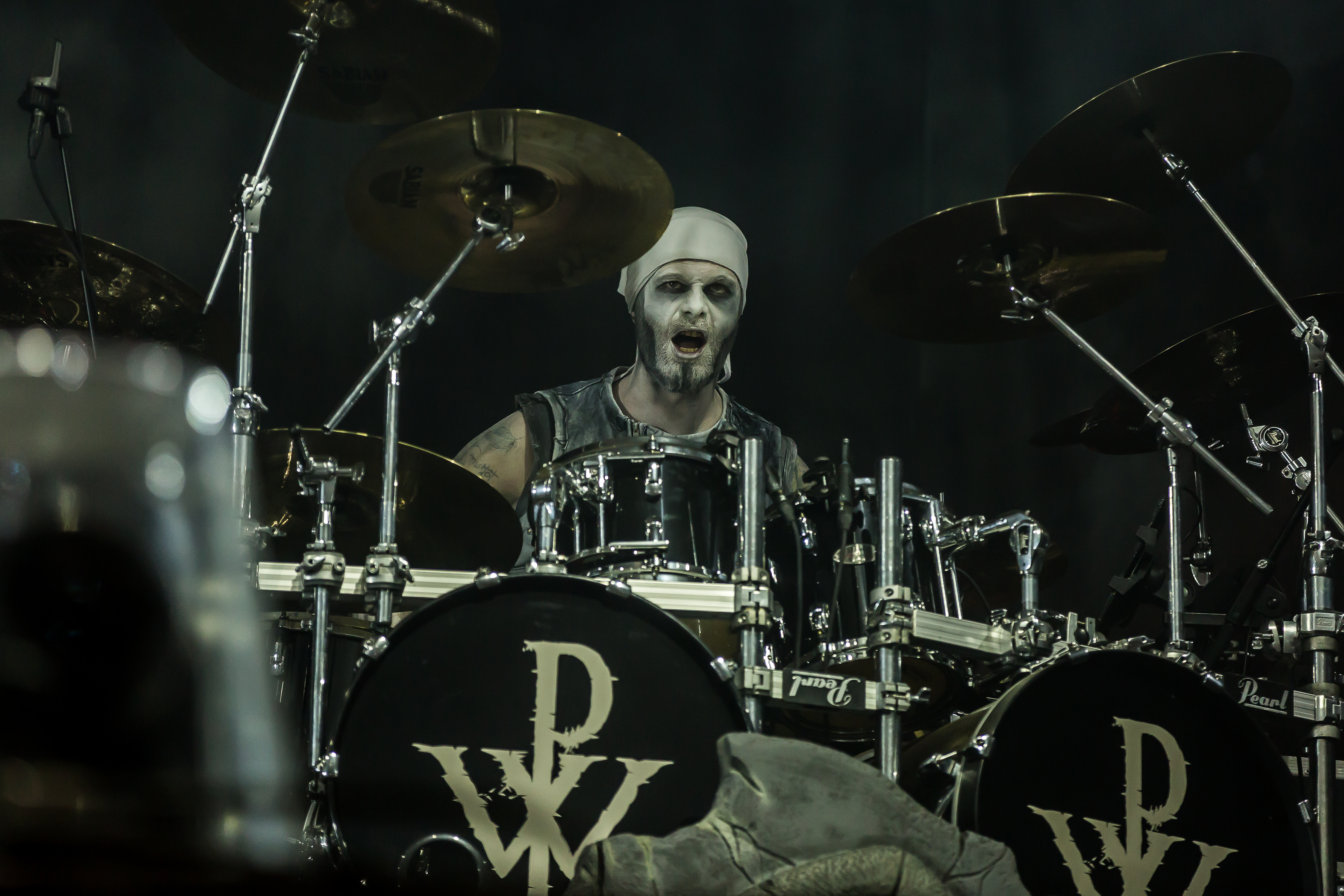
Roel van Helden (* 1980)

- Helden, Willi von (1915–1988), deutscher Lehrer und Politiker (SPD)
- Helden-Sarnowski, Rudolf von (1823–1895), preußischer Generalleutnant und Inspekteur der 1. Feldartillerie-Inspektion
- Heldenbergh, Johan (* 1967), belgischer Theaterregisseur und Schauspieler
- Heldens, Oliver (* 1995), niederländischer DJ und Produzent
- Heldenstein, François (1892–1975), luxemburgischer Bildhauer und Innenarchitekt
- Helder, Bartholomäus († 1635), deutscher lutherischer Geistlicher, Kirchenlieddichter und Komponist
- Helder, Glenn (* 1968), niederländischer Fußballspieler
- Helder, Herberto (1930–2015), portugiesischer Dichter und Erzähler
- Helder, Luke (* 1981), US-amerikanischer Bombenleger
- Helders, Gerard (1905–2013), niederländischer Politiker (CHU), Minister und Staatsrat
- Helders, Matt (* 1986), britischer Schlagzeuger und BackgroundsängerMatt Helders (* 1986)

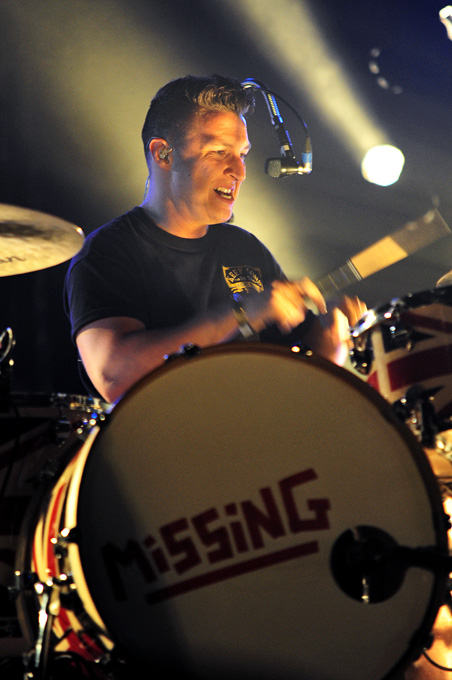
Matt Helders (* 1986)

### Heldi
- Heldin, Carl-Henrik (* 1952), schwedischer Molekularbiologe und Krebsforscher
- Helding, Michael (1506–1561), deutscher katholischer Bischof, Dichter des Humanismus

### Heldm
- Heldmaier, Gerhard (* 1941), deutscher Tierphysiologe
- Heldman, Carl Theodor (1801–1872), deutscher Beamter und Politiker
- Heldman, Gladys (1922–2003), US-amerikanische Sportjournalistin, Gründerin des World Tennis Magazine
- Heldman, Julie (* 1945), US-amerikanische Tennisspielerin
- Heldman, Leopold-Theodor (* 1947), deutscher Diplomat
- Heldman, Sophie (* 1973), deutsche Regisseurin
- Heldmann, Andreas († 1770), siebenbürgisch-sächsischer Historiker und Germanist
- Heldmann, Christian (1808–1866), deutscher Arzt und Politiker
- Heldmann, Erhard (1908–1949), deutscher Politiker (BDV), MdBB
- Heldmann, Eva (* 1951), deutsche Filmregisseurin und Filmkünstlerin
- Heldmann, Fabian (* 1987), deutscher Koch
- Heldmann, Friedrich (1776–1838), deutscher Ökonom und Hochschullehrer
- Heldmann, Hans Heinz (1929–1995), deutscher Rechtsanwalt, Anwalt, Strafverteidiger und Autor
- Heldmann, Heinrich Karl (1871–1945), Senatspräsident und Abgeordneter
- Heldmann, Johanna (* 1995), deutsche Handballspielerin
- Heldmann, Josef (1835–1910), bayerischer Jurist, Bürgermeister von Amberg
- Heldmann, Karl, deutscher Fußballspieler
- Heldmann, Karl (1869–1943), deutscher Historiker
- Heldmann, Karl (1872–1914), deutscher Jurist und Politiker
- Heldmann, Konrad (* 1940), deutscher Altphilologe
- Heldmann, Ulrich (* 1964), deutscher Koch

### Heldn
- Heldna, Robert (* 1999), estnischer Biathlet
- Heldner, Fabian (* 1996), Schweizer Eishockeyspieler

### Heldr
- Heldreich, Theodor von (1822–1902), deutscher Botaniker
- Heldrich, Albrecht (1862–1928), deutscher Reichsgerichtsrat
- Heldrich, Andreas (1935–2007), deutscher Rechtswissenschaftler und Hochschullehrer
- Heldrich, Karl (1900–1939), deutscher Rechtswissenschaftler
- Heldring, Jérôme (1917–2013), niederländischer Journalist und Chefredakteur
- Heldring, Ottho Gerhard (1804–1876), niederländischer Prediger
- Heldritt, Johannes von († 1416), Dominikaner und Weihbischof in Bamberg

### Heldt
- Heldt, Alfred (* 1918), deutscher Fußballspieler
- Heldt, Christian (* 1963), deutscher Diplomat
- Heldt, Dora (* 1961), deutsche Schriftstellerin
- Heldt, Eduard (1818–1885), deutscher Konteradmiral
- Heldt, Guido (* 1965), deutscher Musikwissenschaftler
- Heldt, Hans (1886–1956), deutscher Politiker (FDP), Landrat
- Heldt, Hans-Joachim (* 1934), deutscher Botschafter
- Heldt, Hans-Walter (1934–2019), deutscher Pflanzenphysiologe und Biochemiker
- Heldt, Horst (* 1969), deutscher Fußballspieler und FußballfunktionärHorst Heldt (* 1969)

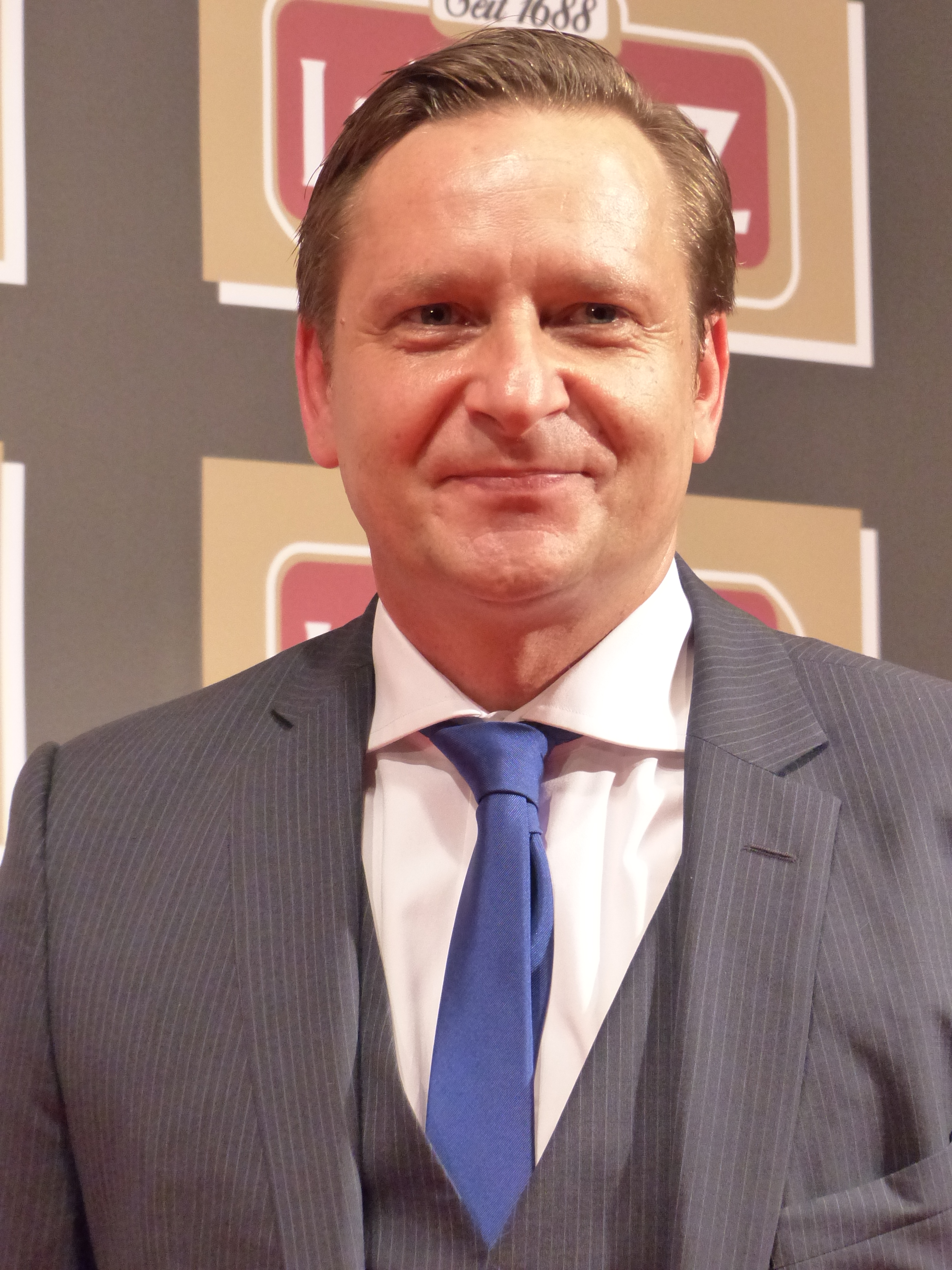
Horst Heldt (* 1969)

- Heldt, Max (1872–1933), deutscher Gewerkschafter und Politiker (SPD, ASPD), MdL, Minister, Ministerpräsident
- Heldt, Peter (1933–1991), deutscher Kulturpolitiker (SED), Hochschullehrer
- Heldt, Renate (* 1944), deutsche Leichtathletin
- Heldt, Werner (1904–1954), deutscher Maler, Essayist und Lyriker

### Heldv
- Heldvader, Nicolaus (1564–1634), deutscher Pfarrer, Astrologe und Kalendermacher